# Pseudanophthalmus humeralis
Pseudanophthalmus humeralis är en skalbaggsart som beskrevs av Valentine. Pseudanophthalmus humeralis ingår i släktet Pseudanophthalmus och familjen jordlöpare. Inga underarter finns listade i Catalogue of Life.